# Mont Ishikawa
Le mont Ishikawa (石川岳, Ishikawa dake) est une montagne culminant à 204 m à Uruma dans la préfecture d'Okinawa au Japon. C'est le point le plus élevé de la ville. L'ancienne ville d'Ishikawa doit son nom à cette montagne ainsi qu'à la proche Ishikawa-gawa. Il existe des sentiers de randonnée au sommet même si certains sont envahis par la végétation.